# Ga Jeongja
Ga Jeongja (Tiếng Hàn: 정자역, Hanja: 亭子驛) là ga nằm trên Tuyến Bundang và Tuyến Shinbundang, một ga tàu điện ở Hàn Quốc. Nó nằm giữa Ga Sunae và Ga Migeum. Trước đây, ga có tên là Ga Baekgung
Nó hiện đang là ga cuối phía Nam của Tuyến Shinbundang, bắt đầu mở cửa vào 28 tháng 10 năm 2011. Vào năm 2016 Tuyến Shinbundang sẽ mở rộng đến Gwanggyo.

## Lịch sử
- 1 tháng 9 năm 1994: Tuyến đường sắt từ Ga Suseo đến Ga Ori bắt đầu mở cửa. Nhà ga được đặt tên là Ga Baekgung.
- 25 tháng 9 năm 2002: Sau khi Baekgung-dong sáp nhập với Jeongja-dong, nhà ga đổi tên thành Ga Jeongja.
- 28 tháng 10 năm 2011: Tuyến Shinbundang mở cửa làm cho Jeongja trở thành ga chuyển đổi và là ga cuối của tuyến này.

## Bố trí ga

### Tuyến Suin–Bundang (B2F)
| ↑ Sunae  |
| \| １    |
| Migeum ↓ |

| １ | ●Tuyến Suin–Bundang | → Hướng đi Incheon →     |
| ２ | ●Tuyến Suin–Bundang | ← Hướng đi Cheongnyangni |

### Tuyến Shinbundang (B3F)
| Pangyo ↑ |
| \| S/B   |
| ↓ Migeum |

| Hướng Bắc | ● Tuyến Shinbundang | ← Hướng đi Sinsa      |
| Hướng Nam | ● Tuyến Shinbundang | → Hướng đi Gwanggyo → |